# بيدرو بابلو أوسوريو
بيدرو بابلو أوسوريو (بالإسبانية: Pedro Pablo Osorio) (29 ديسمبر 1965 في المكسيك - ) هو لاعب كرة قدم مكسيكي في مركز الدفاع. شارك مع منتخب المكسيك لكرة القدم. أما مع النوادي، فقد لعب مع تيبورونيس روخوس دي فيراكروز ونادي موريليا الرياضي وطوروس نيزا.

## وصلات خارجية
- بيدرو بابلو أوسوريو على موقع قاعدة بيانات كرة القدم.إي يو (الإنجليزية)
- بيدرو بابلو أوسوريو على موقع ناشيونال فوتبول تيمز (الإنجليزية)